# بخش بنتون (شهرستان پیک، اوهایو)
بخش بنتون (به انگلیسی: Benton Township) یک منطقهٔ مسکونی در ایالات متحده آمریکا است که در شهرستان پایک، اوهایو واقع شده‌است.
 بخش بنتون ۱۰۰٫۱ کیلومتر مربع مساحت و ۱٬۵۲۰ نفر جمعیت دارد و ۱۸۶ متر بالاتر از سطح دریا واقع شده‌است.